# Береш (река)
Береш или Берешь — река в России, правый приток Урюпа (бассейн Оби), течёт в Шарыповском районе Красноярского края и Орджоникидзевском районе Хакасии.

## География
Длина — 115 км. Площадь водосборного бассейна — 2260 км². Впадает в Урюп в 74 км от её устья между Дубинино и Никольском (на территории кадастрового квартала — 24:41:0301002).
Высота над уровнем моря (урез воды) — 343 м (при впадении реки Парнушка; севернее деревни Усть-Парная в Холмогорском сельсовете), 653 м (при впадении притока Сухой Береш; между горам Медвежья (1088 м) и Вершина Береш и источником Конная База в МО Посёлок Копьёво Орджоникидзевского района).
Населённые пункты на реке (от истока до устья): деревня Линёво, деревня Усть-Парная, село Холмогорское, село Береш (Холмогорский сельсовет); село Дубинино, пгт Дубинино (городской округ «Город Шарыпово»). На территории Хакасии на берегу реки Берешь нет ни одного населённого пункта.
На территории Хакасии река Берешь протекает через смешанный хвойно-лиственный лес, преимущественно представленный лиственницей и берёзой. На территории Красноярского края — не лесную местность, только при впадении в Урюп расположен небольшой лесной массив.
На реке расположено Берёзовское водохранилище и Берёзовская ГРЭС у города Шарыпово и пгт Дубинино. Западнее русла Берешь и южнее Берёзовского водохранилища расположены среднепроходимые болота с луговой растительностью и низкорослым лесом.
Крупнейшие притоки (расстояние от устья):
- 20 км — река Базыр (длина 74 км)
- 22 км — река Кадат (длина 43 км)
- 52 км — река Парнушка (длина 23 км)
- 68 км — река Андрюшкина (длина 12 км)
- 74 км — река Ничкурюп (длина 34 км)
- 94 км — река Сутколь (длина 13 км)

Берешь берёт начало от двух ручьёв, южнее горы Вершина Береш (1183 м) в МО Посёлок Копьёво Орджоникидзевского района Хакасии.

## Гидрология
По данным наблюдений с 1962 по 1981 год среднегодовой расход воды в районе пгт Дубинино (10 км от устья) на отметке высоты 259,9 м над уровнем моря составляет 8,6 м³/с.
| Средний расход воды (м³/с) реки Береш по месяцам с 1962 по 1981 гг. (замеры производились на гидрологическом посту в районе пгт Дубинино в 10 км от устья) |

## Данные водного реестра
По данным государственного водного реестра России и геоинформационной системы водохозяйственного районирования территории РФ, подготовленной Федеральным агентством водных ресурсов:
- Бассейновый округ — Верхнеобский
- Речной бассейн — (Верхняя) Обь до впадения Иртыша
- Речной подбассейн — Чулым
- Водохозяйственный участок — Чулым от истока до города Ачинска